# Sociální diferenciace
Sociální diferenciace je rozdělení společnosti na různé sociální subjekty, sociální skupiny, vrstvy, které zaujímají ve společnosti různé místo, žijí podle určitých zákonů, relativně nezávisle.
Sociální diferenciace je založena na přirozených a sociálních rozdílech mezi lidmi. Mezi přirozené faktory patří pohlaví, věk, fyzické a duševní vlastnosti lidí, dokonce i etnické rozdíly. Pro diferenciaci společnosti jsou však ještě důležitější sociální faktory, jako je sociální původ, vzdělání, konexe, profese, výše příjmu a mnoho dalších.
Sociální diferenciace znamená nejen rozdělení společnosti do různých sociálních společenství, ale také sociální nerovnost mezi nimi. Tato nerovnost vyvolává mnoho sociálních konfliktů, přináší zlo, nespravedlnost v rozdělování vzácných společenských zdrojů (peněz, moci, vzdělání a prestiže) mezi různé vrstvy obyvatelstva. V moderní společnosti znamená nerovnost a chudoba více než jen nedostatečný příjem nebo dokonce nízkou úroveň lidského rozvoje. Je to také neschopnost být vyslyšen, nedostatek zastoupení, zranitelnost vůči zneužívání a korupci, násilí na ženách, strach z kriminality. A konečně je to nedostatečně vyvinutý smysl pro důstojnost. Sociální nerovnost lze znázornit jako stupnici, na jejímž jednom pólu jsou ti, kteří mají nejvíce (bohatí), a na druhém ti, kteří mají nejméně (chudí).

## Autoři, kteří se nejvíce podíleli na vývoji pojmu
Teorie sociální nerovnosti a diferenciace se dělí na dva hlavní směry: funkcionalistické a konfliktologické (marxistické).
Funkcionalisté v tradici Emila Durkheima odvozují sociální nerovnost z dělby práce: mechanické (přirozené, genderově věkové) a organické (vyplývající ze vzdělání a profesní specializace).
Pro normální fungování společnosti je nutná optimální kombinace všech typů činností, ale některé z nich jsou z hlediska společnosti důležitější než jiné, proto by společnost měla mít vždy zvláštní mechanismy, které by podporovaly ty lidi, kteří vykonávají důležitější funkce, například prostřednictvím nerovného odměňování, udělováním určitých privilegií apod.
Konfliktologové zdůrazňují dominantní roli diferenciálních (těch, které rozdělují společnost na vrstvy) vlastnických a mocenských vztahů v systému společenské reprodukce. Povaha formování elit a charakter distribuce sociálního kapitálu závisí na tom, kdo a za jakých podmínek získá kontrolu nad významnými sociálními zdroji.
Například stoupenci Karla Marxe považují soukromé vlastnictví výrobních prostředků za hlavní zdroj sociální nerovnosti, která vytváří sociální stratifikaci společnosti, její rozdělení na antagonistické třídy. Přeceňování role tohoto faktoru vedlo K. Marxe a jeho následovníky k myšlence, že s odstraněním soukromého vlastnictví výrobních prostředků bude možné zbavit se sociální nerovnosti.

## Historie pojmu
Diferenciace je termín převzatý z biologie, který popisuje specializaci funkcí ve společnosti během sociální evoluce. Například oddělení a specializace ekonomické funkce výroby od rodiny, která si zachovává funkci reprodukce a socializace dětí. Parsonsův model sociálního systému popisuje tento proces z abstraktnějšího hlediska: oddělení státu od komunity. Odkazuje také na strukturální diferenciaci ve funkcionalistických teoriích sociální změny.
Evoluční teorie společenských změn v 19. století považovaly diferenciaci za základní princip společenského vývoje v biologii a sociologii, kdy se velikost a složitost společnosti zvětšovala v rámci jejího přizpůsobování se prostředí. Tento proces byl doprovázen funkční potřebou rostoucí integrace a vzájemné závislosti ve složitějších společnostech. V Durkheimových pracích je tento pojem totožný se společenskou dělbou práce. Moderní teorie uznávají jeho význam v souvislosti s obecným rozvojem adaptační kapacity v průmyslových společnostech a, stejně jako v Parsonsových pozdějších pracích, se schopností analyzovat vzájemnou závislost mezi funkčními subsystémy moderní společnosti.

## Rozměry, charakteristiky a úrovně.
Příjmy v každé zemi jsou vždy diferencované a důvody této diferenciace v tržní ekonomice byly v podstatě probrány v úvodní části přednášky. Zde je třeba znovu zdůraznit: sociální diferenciace se v počáteční fázi vývoje trhu nevyhnutelně zvyšuje, zatímco ve zralé fázi se oslabuje, a to i v důsledku silné sociální politiky státu.
K měření míry diferenciace příjmů se používá Lorenzova křivka. Tento graf odráží pohyb dvou jevů, jako je rozdělení obyvatelstva do skupin a rozdělení příjmů mezi tyto skupiny. Z metodologického hlediska je přijatelné (pro zjednodušení a přehlednost) určit v celkové populaci pět skupin (každá z nich představuje 20 % celkové populace). Výše přijatých příjmů se rovněž konvenčně rozděluje do příslušných procentních skupin. Z grafu je patrné, že při rovnoměrném rozdělení příjmů vypadá tento vztah jako dvojsečka. Ta však odráží pouze potenciální možnost: v praxi se příjmy nikdy nerozdělují rovnoměrně. Skutečný obraz graficky vypadá jako klesající čára. To znamená, že první dvě skupiny obyvatelstva (v tomto případě jsou skupiny seřazeny podle výše příjmů: na prvním místě jsou uvedeni příjemci relativně nízkých příjmů, poté příjemci středních příjmů a nakonec příjemci vysokých příjmů) mají relativně malý podíl na celkových příjmech.
Tento stupeň se běžně charakterizuje Giniho koeficientem - poměrem plochy stínované oblasti v grafu k ploše trojúhelníku, v němž se nachází. Čím vyšší je nerovnost v rozdělení příjmů, tím více se hodnota koeficientu blíží jedné.
Kromě tohoto ukazatele se k měření sociální diferenciace používá také decilový koeficient. Vypočítá se jako rozdíl v příjmech mezi 10 % populace s nejvyššími příjmy a 10 % populace s nejnižšími příjmy. Ve vyspělých zemích se obvykle pohybuje mezi 3 a 6. V transformujících se zemích je to více než 10.
Hlavní příčiny rostoucí sociální nerovnosti v transformujících se zemích jsou následující. Krizový stav ekonomiky způsobuje nízké mzdy ve veřejném sektoru; restrukturalizace průmyslu vede k ukončení činnosti mnoha podniků v různých odvětvích hospodářství. Úroveň příjmů dotčených kategorií pracovníků pochopitelně klesá. Příjmy určité skupiny lidí pracujících zpravidla ve sféře oběhu však rychle rostou. Toto rozdělení příjmů je v zásadě (nemluvíme o konkrétních parametrech rozptylu) přirozeným procesem.
V dějinách lidstva se kapitál vždy vytvářel především v obchodě a úvěru; první kapitalisté byli obchodníci, nikoli průmyslníci.

### Vztah pojmů sociální diferenciace a sociální stratifikace
Sociologové používají pro popis sociální nerovnosti termín sociální stratifikace.
Sociální stratifikace je soubor vertikálně uspořádaných sociálních vrstev (z latinského stratum - vrstva a fikace - dělat). Nerovnost působí jako soubor podmínek, které nutí lidi zaujímat různá místa a postavení v hierarchických strukturách společnosti. Může jich být několik druhů.
1. Přirozená nerovnost je podmíněna fyziologickými, psychofyzickými vlastnostmi lidí, jejich rozdíly ve věku, pohlaví, síle, kráse atd. Mezi lidmi vždy existovala a nikdy nezmizí.
2. Sociální nerovnost má různé podoby a projevuje se v mnoha oblastech společenského života. Zmiňme se o nejzřetelnějším z jeho projevů:
a) v dělbě práce na fyzickou a duševní;
b) ve způsobu života - městském a venkovském;
c) v různých profesích, pozicích a sociálních rolích;
d) v úrovni bohatství, majetku a zámožnosti;
e) v příslušnosti k různým společensko-politickým kruhům, stranám, klubům (od demokratických po elitní).
f) povaha sociálních privilegií atd.
Sociální nerovnost není lidem vlastní. Vznikla s rozvojem civilizace.

3. Kulturní nerovnost znamená rozdíly v úrovni vzdělání, výchovy, kultury, duchovnosti, míry obdaření schopnostmi a nadáním. Lidé se od sebe liší povahou svých potřeb, typem pohledu na svět, ideologickým přesvědčením a náboženským vyznáním. Tyto rozdíly se často stávají výchozím základem pro určité formy sociální konfrontace Autorem termínu je americký vědec Pitirim Sorokin. Pojem "stratifikace" si vypůjčil z geologie. V této vědě se tímto termínem označuje horizontální výskyt různých vrstev geologických hornin.
Pitirim Alexandrovič Sorokin (1889-1968) se narodil ve Vologdské oblasti v rodině ruského klenotníka a komijské rolnice. V roce 1919 založil sociologickou fakultu a stal se jejím prvním děkanem. V roce 1922 byl spolu se skupinou vědců a politických činitelů Leninem vypovězen z Ruska.
V roce 1923 působil ve Spojených státech na Minnesotské univerzitě a v roce 1930 založil katedru sociologie na Harvardově univerzitě, kam přizval ke spolupráci Roberta Mertona a Tolcotta Parsonse.

Ve 30. až 60. letech 20. století dosáhla vědecká tvořivost vědců vrcholu. Světovou proslulost mu přinesla čtyřsvazková monografie "Sociální a kulturní dynamika".
Každá organizovaná sociální skupina téměř vždy prochází procesem vnitřní stratifikace. Prakticky neexistují takové stabilní skupiny, kde by všechny byly na stejné úrovni a ve všech ohledech si byly rovny. Ani v rostlinném, ani v živočišném světě neexistuje úplná rovnost, naopak, všude se setkáváme s nadvládou jedněch nad druhými. Proto je imaginární společnost s naprostou rovností všech se všemi mýtem, který nelze uskutečnit.
Jestliže sociální struktura vzniká ze společenské dělby práce, pak sociální stratifikace, tj. hierarchie sociálních skupin - ze společenského rozdělení práce vyplývá (sociální dávky).

## Názory významných sociologů na sociální diferenciaci.
Alfred Schütz ve své práci "Rovnost a sémantická struktura sociálního světa" uvažuje o příkladu situace, kterou lze interpretovat jako projev sociální nerovnosti či diskriminace v kontextu fenomenologické sociologie (připomínám, že Schütz interpretuje rovnost a nerovnost v kontextu konfliktu systémů relevance účastníků této situace).
Fenomenologie je rozsáhlá interdisciplinární teoretická tradice, která se zaměřuje na podrobné studium lidského vnímání a zkušenosti. V sociologii je klíčovým autorem-fenomenologem Alfred Schutz, který interpretuje řadu klasických sociologických pojmů v kontextu významů a hodnot, vzájemného vnímání a subjektivní zkušenosti. Na semináři budeme sledovat logiku textu a zabývat se klíčovými pojmy, které se v něm objevují.
Jaké jsou však hranice rozšíření působnosti profesních institucionálních systémů? V případěvědy se možnost rozšíření na jakoukoli sociální formaci zdá být neproblematická. Vše je tak podrobeno analýze a formulace aspektů, které byly ve vědě rozebrány, jsou prostřednictvímzprostředkujících sfér popularizace, rostoucí reflexivity a sebeuvědomování vráceny dokaždodenního života. Šíření tržní logiky má však v mnoha případech již kontroverznější účinky.V rámci vědeckých a vzdělávacích subsystémů má expanze ekonomie (tj. logiky trhu) pozitivníúčinky, jak jsme již naznačili a o čem budeme podrobněji hovořit později. V případě umění jsou však tyto účinky u některých uměleckých oborů kontroverznější a komercializace můžezpůsobit, že autonomní umělecké hodnocení ustoupí do pozadí. A v rámci právních služeb jekodex dobra a zla v právní oblasti v některých ohledech narušen logikou trhu. Jak však bude podrobněji rozebráno v jedné z dalších kapitol, právní trh má na fungování práva i řadu pozitivních účinků.
Emile Durkheim napsal, že pokud se lidé rodí s nerovným stupněm určitého nadání, sociální vlivy v podobě výcviku, výchovy a vzdělání mohou tuto nerovnost ještě prohloubit. Společnost sama hodnotí člověka jako průměrného nebo talentovaného různými způsoby, prostřednictvím různých ukazatelů pozornosti, platu a privilegií.
Max Weber identifikoval tři hlavní typy nerovnosti. První je nerovnost. Druhým důvodem je nerovné postavení: lidé požívají různé míry úcty a vážnosti, liší se jejich životní styl, oblečení, vkus, řeč a chování. Třetí je nerovnost, která je způsobena mírou moci, kterou člověk má. Toto opatření závisí na příslušnosti k vlivným politickým kruhům, politickým stranám a řadě dalších společensko-politických faktorů. Fenomén hierarchie jakožto spoluzodpovědnosti různých úrovní systému je znám již od starověku.
Například v dialogu Politeia Platón předkládá myšlenku hierarchie společenských skupin (vládci-filozofové, strážci, řemeslníci a rolníci). Samotný pojem hierarchie se začal používat k řešení světských problémů v polovině 19. století. О. Comte a P. Spencer ji použili k zobrazení feudální společnosti. M. Weber ho použil k popisu vertikální struktury byrokratických organizací. E. Durkheim hovoří o společenské třídě v souvislosti s dělbou práce mezi jednotlivci a skupinami a otázkami společenského fungování.
Pojem hodnost se stal jedním z klíčových pojmů v koncepci elity W. Pareta a K. Mannheima. K. Marx významně přispěl k teorii tříd. Upozornil na tvrdou polarizaci dvou hlavních společenských skupin - vlastníků výrobních prostředků (vykořisťovatelů) a výrobců (vykořisťovaných). Vznikl mezi nimi antagonistický vztah sociální nenávisti, který způsobil nestabilitu společenského řádu a nevyhnutelně vedl k velkým sociálním otřesům. Marx věřil, že třídní nepřátelství by nakonec mělo vést k úplnému zničení vykořisťovatelské třídy.
Vedle dvou protikladů sociální špičky a sociálního dna existuje také střední třída, majitelé malých a středních podniků. Německý sociolog Simmel poukázal na to, že stabilita hierarchické struktury společenského systému do značné míry závisí na podílu střední třídy. Tím, že se nachází ve společenském prostoru mezi vyšší třídou a nižší třídou, se jeho návrh nejen vyhýbá oběma extrémům, ale také tlumí agresivní energii konfrontace protichůdných stran.